# Siegfried Grönig
Siegfried Grönig (* 20. April 1942 in Berlin; †  28. Juni 2000 ebenda) war ein deutscher Schauspieler.

## Leben

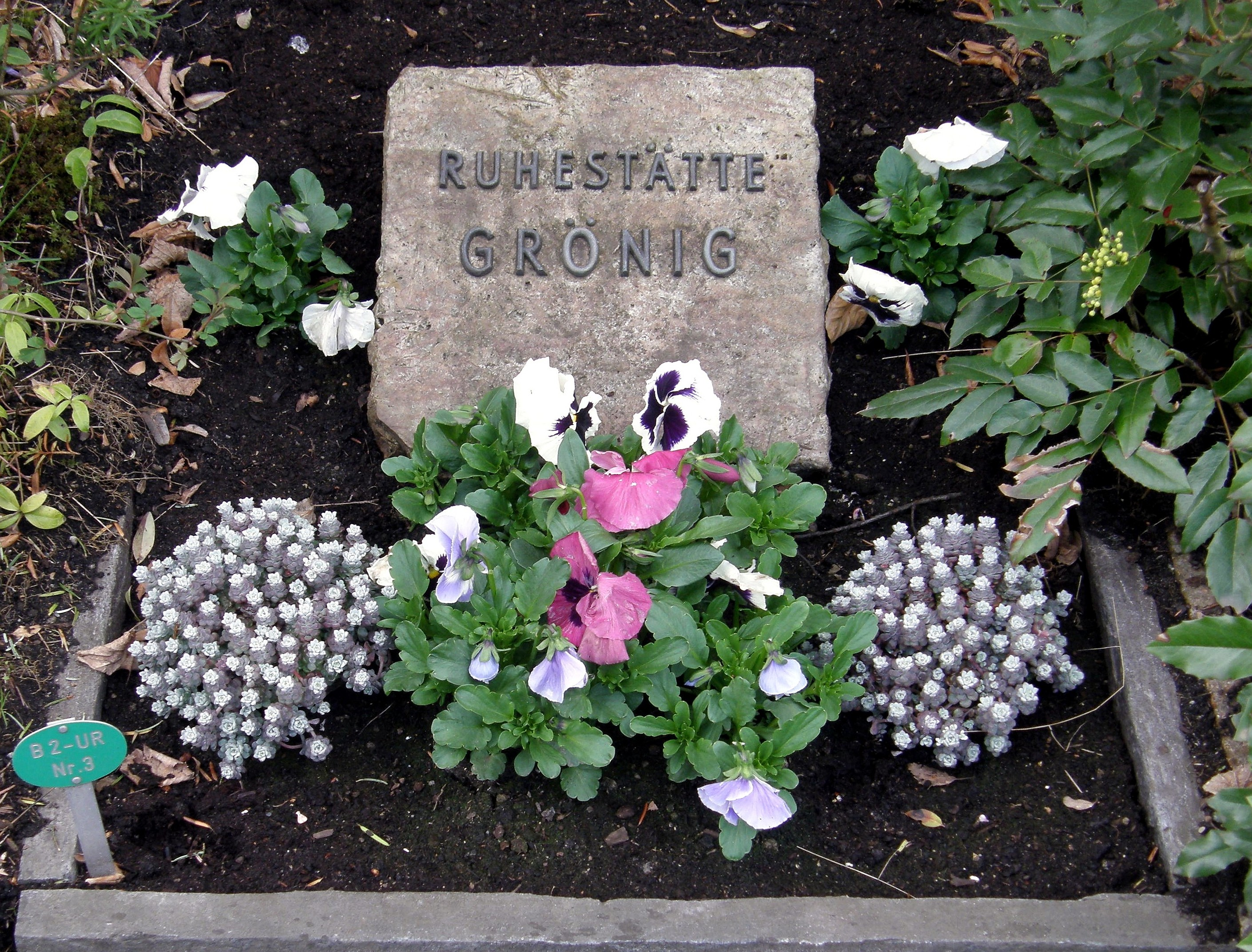
Grab von Siegfried Grönig

Grönig begann seine Schauspielkarriere Mitte der 1960er Jahre. Sein Spielfilmdebüt hatte er in Rudolf Zehetgrubers Kriminalfilm Das Geheimnis der chinesischen Nelke an der Seite von Dietmar Schönherr und Klaus Kinski. In den 1960er und 1970er Jahren war er nur sporadisch in Fernsehproduktionen zu sehen, erst in den 1980er Jahren nahmen seine Engagements zu. So spielte er unter anderem Gastrollen in den Serien Jakob und Adele, Tatort und Didi – Der Untermieter.
Grönig hatte eine kleine Nebenrolle in Peter Zadeks starbesetzter Simmel-Verfilmung Die wilden Fünfziger. Das deutschsprachige Fernsehpublikum kannte ihn vor allem durch seine Rolle als neugieriger und gleichsam eigenartiger Nachbar Georg Meisel, der sich mit Kater Tassilo auf dem Arm ständig ins Leben der Wicherts von nebenan einzumischen versucht. Grönig arbeitete auch als Synchronsprecher für René Auberjonois.
Er starb am 28. Juni 2000 und wurde am 24. Juli 2000 auf dem Friedhof Wilmersdorf beigesetzt.

## Filmografie (Auswahl)
- 1964: Das Geheimnis der chinesischen Nelke
- 1973: Peter ist der Boss (Fernsehserie)
- 1981: Wer spinnt denn da, Herr Doktor?
- 1982: Sonny Boys
- 1982: Ein Kleid von Dior
- 1982: Tatort: Kuscheltiere (Fernsehreihe)
- 1983: Manfred Krug: Krumme Touren
- 1983: Die wilden Fünfziger
- 1985: Tatort: Ordnung ist das halbe Sterben
- 1985: Didi – Der Untermieter
- 1986–1991: Die Wicherts von nebenan
- 1988: Der schwarze Obelisk
- 1993: Wolffs Revier
- 1994: Ein unvergeßliches Wochenende
- 1995: Ach du Fröhliche